# 칸첼로에드아르노네
칸첼로에드아르노네(이탈리아어: Cancello ed Arnone)는 이탈리아 캄파니아주 카세르타도에 있는 코무네이다. 나폴리로부터는 북서쪽으로 35km 카세르타에선 서쪽으로 25km 거리에 있다.